# Perches (kommun)
Perches är en kommun i Haiti.   Den ligger i departementet Nord-Est, i den nordöstra delen av landet, 120 km norr om huvudstaden Port-au-Prince. Antalet invånare är 10 509. Arean är 40 kvadratkilometer.
Terrängen i Perches är kuperad åt sydväst, men åt nordost är den platt.